# Halectinosoma erythrops
Halectinosoma erythrops är en kräftdjursart som först beskrevs av Brady och Robertson 1875.  Halectinosoma erythrops ingår i släktet Halectinosoma och familjen Ectinosomatidae. Arten har ej påträffats i Sverige. Inga underarter finns listade i Catalogue of Life.